# St. Nicolai (Pulsnitz)

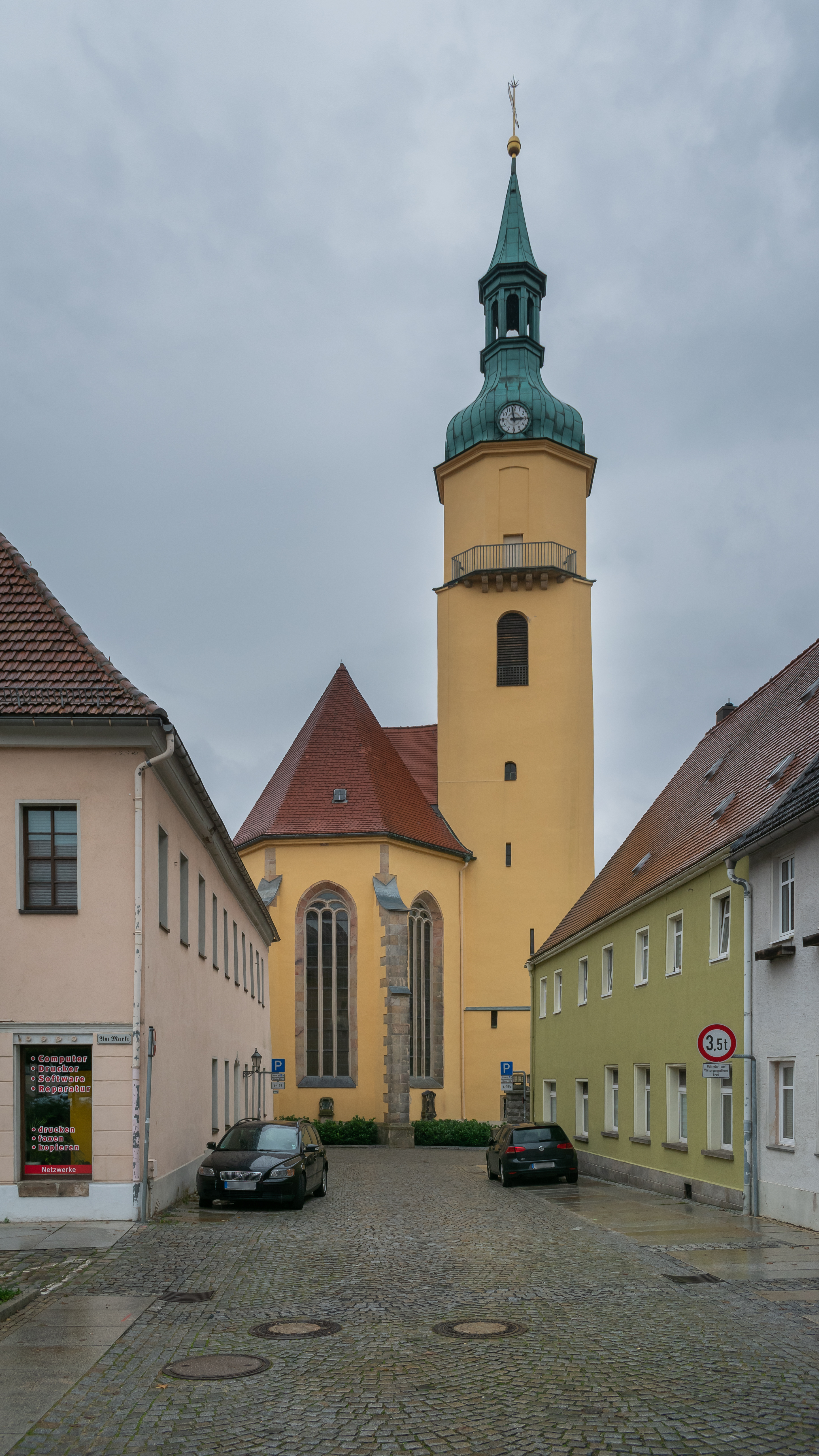
St. Nicolai

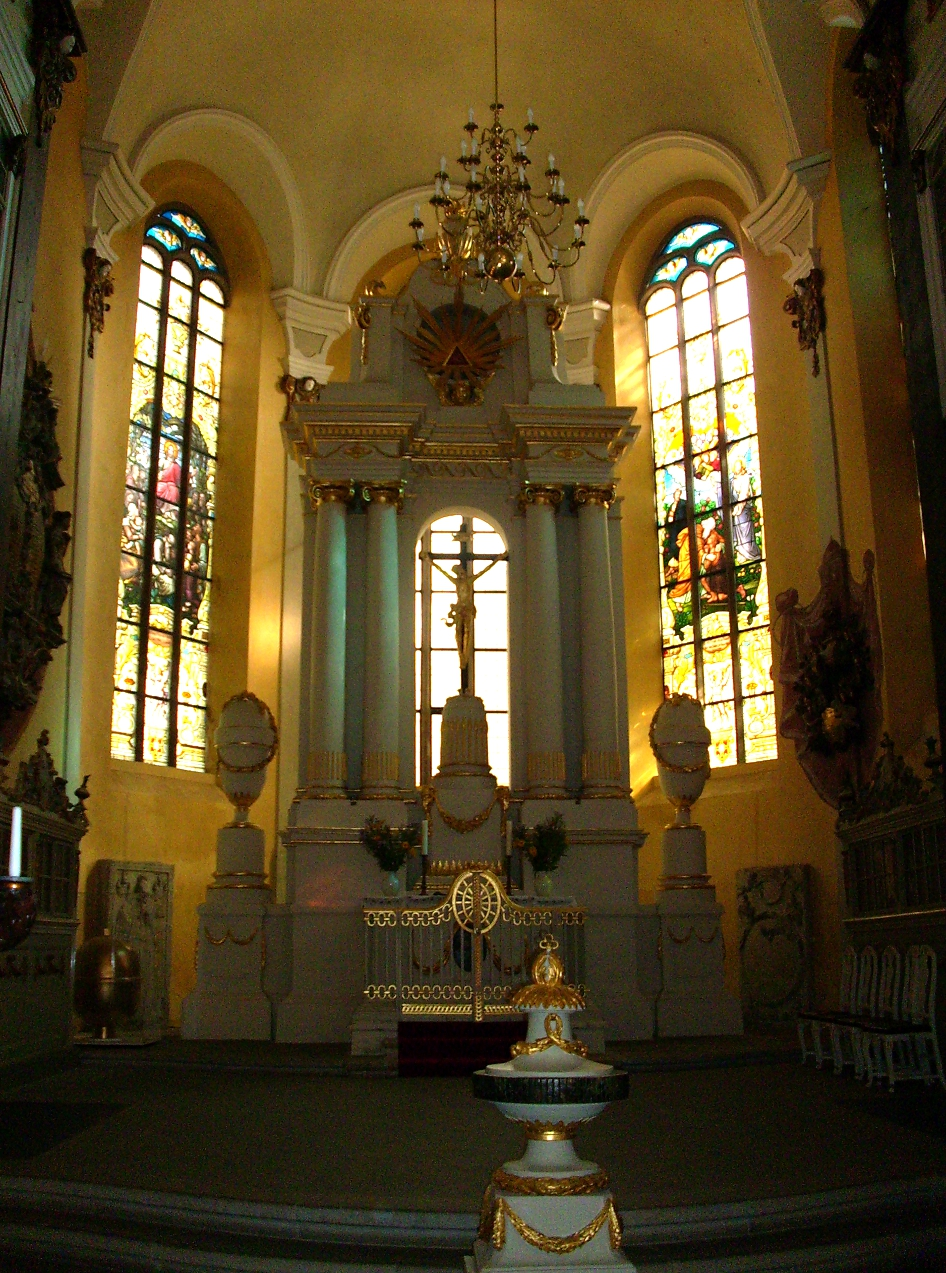
Innenansicht

Die Stadtkirche St. Nicolai ist die Hauptkirche von Pulsnitz. Sie dient heute der evangelisch-lutherischen Gemeinde als Gotteshaus.

## Geschichte
Eine erste Kirche befand sich vermutlich am Platz des Kirchhofs vor dem Obertor und wurde im 12. oder 13. Jahrhundert errichtet. An dem der heiligen Katharina geweihten Gotteshaus sind ein Pleban, ein Altarist und ein Schulrektor dokumentiert. Diese Kirche, die 1453 als Liebfrauenkapelle bezeichnet wurde, kam Anfang des 16. Jahrhunderts außer Benutzung und verfiel.
Im Jahr 1473 wurde eine weitere Kirche in einem bischöflichen Dokument erstmals erwähnt und laut einer Urkunde aus dem Jahr 1498 als dem heiligen Nikolaus geweiht bezeichnet. Im Dreißigjährigen Krieg fiel die Kirche einer Brandschatzung zum Opfer. Nach einem weiteren Brand im Jahr 1742 wurde das Gebäude bis 1745 wieder aufgebaut und erhielt eine neue Ausstattung. Der heutige Altar entstand 1794.

## Baubeschreibung
Das Äußere vermittelt noch den Eindruck einer spätgotischen Kirche, das Innere präsentiert sich vor allem im Stil des Barock und Rokoko. Die um 1600 geschaffene Kanzel ist von besonderem kulturhistorischen Wert.
Seit 1934 befindet sich auf der Südseite der Kirche eine Gedächtniskapelle für Ernst Rietschel.

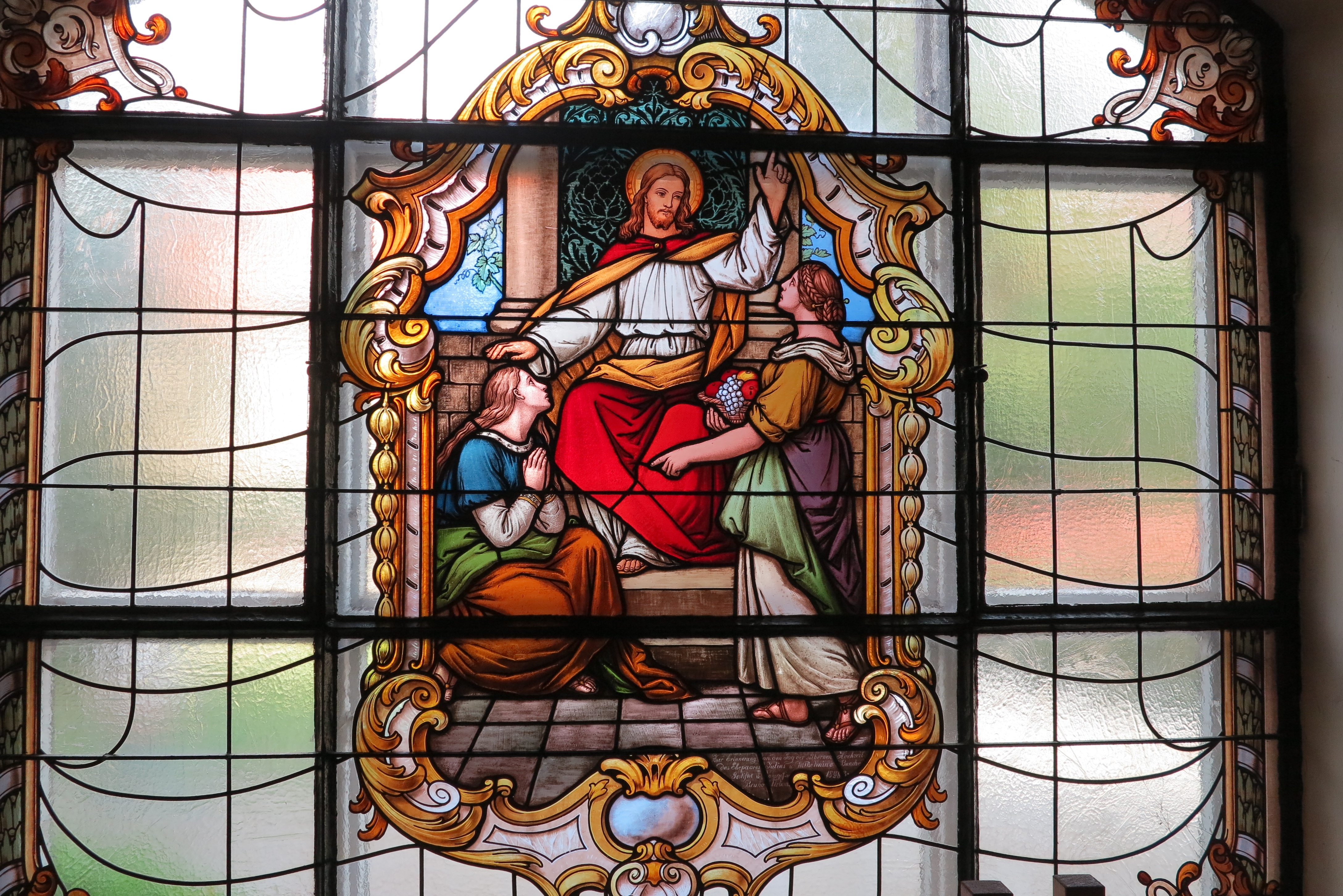
Buntglasfenster Maria und Martha
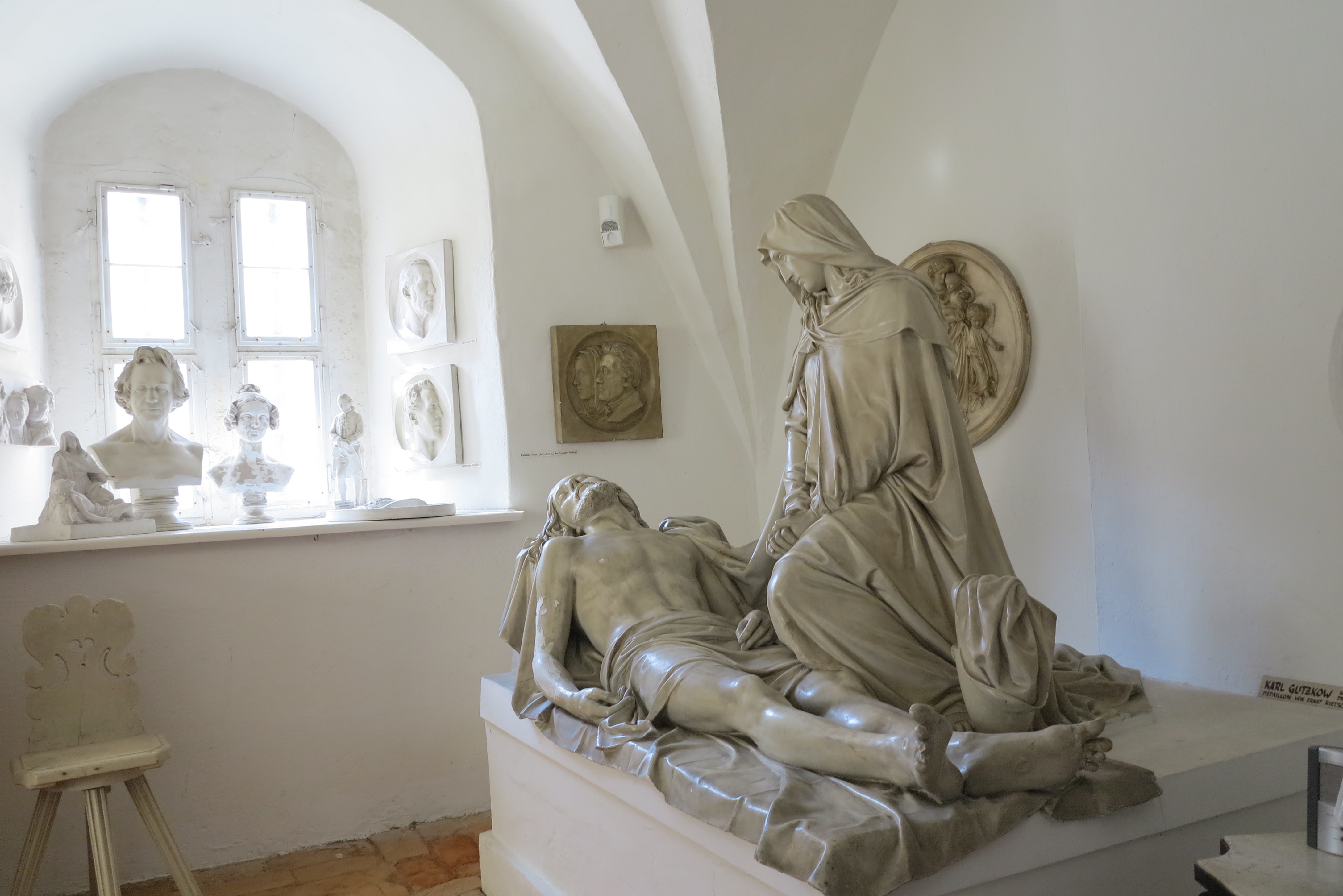
Pieta von Ernst Rietzschel in der Nicolai-Kirche, 2023

## Orgel

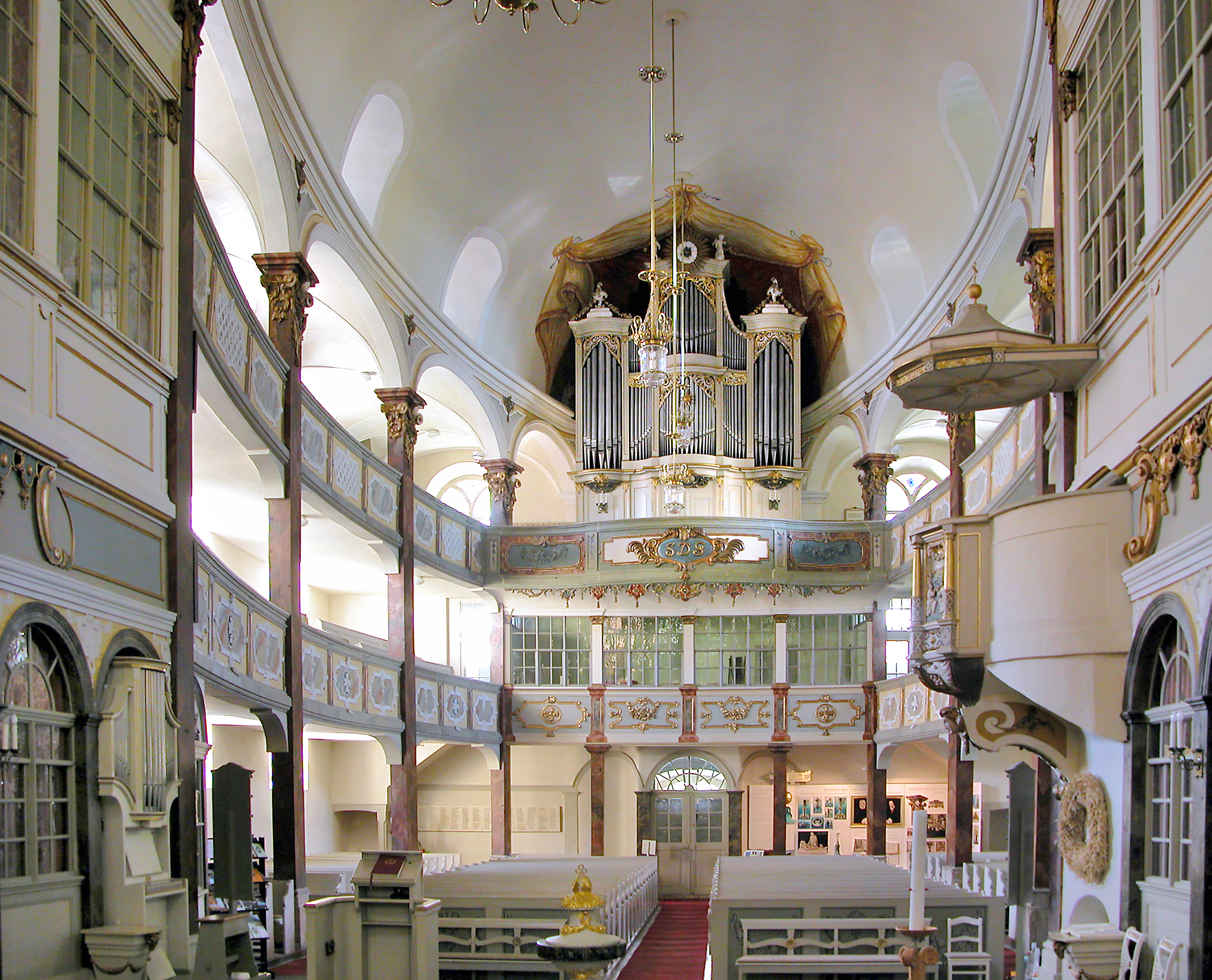
Blick auf die Orgel

Die Orgel geht in Teilen zurück auf ein Instrument, das 1852 durch die Orgelbauer Kohl und Mende (Leipzig) erbaut worden war. Das Schleifladen-Instrument hatte 26 Register auf zwei Manualen und Pedal und wurde in einem vorhandenen Orgelgehäuse erbaut, welches um 1780 durch den Orgelbauer Johann Christian Pfützner (Pulsnitz) erbaut worden war. 1912 bauten die Orgelbauer Julius Jahn & Sohn (Dresden) in dieses Gehäuse ein neues Instrument mit 35 Registern auf drei Manualen und Pedal ein, unter Wiederverwendung einiger Stimmen der Orgel von 1852.
Im Laufe des 20. Jahrhunderts wurde das Instrument mehrfach generalüberholt und auch verändert. 1917 wurden die Prospektpfeifen aus Zinn zwangsweise abgeliefert. 1937/1938 erfolgte eine Generalüberholung und Dispositionsänderung durch die Fa. Hermann Eule (Bautzen), 1988/1989 eine Generalüberholung und Dispositionsänderung durch die Fa. Siegfried Creuz (Nenntmannsdorf) und
2018 eine Generalüberholung durch die Fa. Ekkehart Groß (Kubschütz-Waditz). Die Orgel hat heute 37 Register (darunter eine Transmission im Pedal) auf drei Manualwerken und Pedal.
| I Hauptwerk C–g3 |                |        |
| 1.               | Bordun         | 16′    |
| 2.               | Prinzipal      | 08′    |
| 3.               | Gamba          | 08′    |
| 4.               | Oktave         | 04′    |
| 5.               | Spitzflöte     | 04′    |
| 6.               | Quinte 0       | 02 ⁄3′ |
| 7.               | Oktave         | 02′    |
| 8.               | Kornett III-IV |        |
| 9.               | Scharf IV-V    |        |
| 10.              | Trompete       | 08′    |
|                  | Tremulant      |        |

| II Oberwerk C–g3 |                   |        |
| 11.              | Gemshorn          | 08′    |
| 12.              | Quintatön         | 08′    |
| 13.              | Prinzipal         | 04′    |
| 14.              | Rohrflöte         | 04′    |
| 15.              | Prinzipal         | 04′    |
| 16.              | Spitzflöte        | 02′    |
| 17.              | Quinte            | 01 ⁄3′ |
| 18.              | Sesquialtera II 0 |        |
| 19.              | Helle Zymbel III  | 0      |

| III Schwellwerk C–g3 |                 |        |
| 20.                  | Geigenprinzipal | 08′    |
| 21.                  | Gedackt         | 08′    |
| 22.                  | Salicional      | 08′    |
| 23.                  | Geigenschwebung | 08′    |
| 24.                  | Gemshorn        | 04′    |
| 25.                  | Blockflöte      | 02 ⁄3′ |
| 26.                  | Prinzipal       | 02′    |
| 27.                  | Sifflöte II 0   | 01′    |
| 28.                  | Oboe            | 08′    |

| Pedal C–f1 |                       |         |
| 29.        | Prinzipalbass         | 16′     |
| 30.        | Subbass               | 16′     |
| 31.        | Quintbass (aus Nr. 1) | 10 2⁄3′ |
| 32.        | Oktavbass             | 08′     |
| 33.        | Gemshorn              | 08′     |
| 34.        | Oktavbass             | 04′     |
| 35.        | Prinzipal             | 02′     |
| 36.        | Mixtur V              |         |
| 37.        | Posaunenbass          | 16′     |

- Koppeln
  - Normalkoppeln: II/I, III/I, I/P, II/P, III/P